# Praça Barão de Guajará
A Praça Barão de Guajará fica localizada no centro da cidade de Belém, capital do estado brasileiro do Pará.
Sua denominação é uma homenagem ao político Domingos Antônio Raiol, primeiro e único barão de Guajará. Em outros tempos este logradouro já possuiu o nome de Largo da Misericórdia em virtude de ali ter existido o antigo Hospital da Misericórdia.